# スエズ
スエズ（英語：Suez、アラビア語:السويس, as-Suways、エジプト方言：es-Swēs, アラビア語エジプト方言発音: [esseˈweːs], エッセウェース）は、エジプト東部の都市でスエズ県の県庁所在地である。人口約80万人 (2019年)。紅海のスエズ湾に面し、スエズ運河の南端に位置する。製油所、化学肥料工場が多くある。カイロと国道33号や鉄道で結ばれている。スエズはメッカ巡礼に向かうムスリムたちの拠点となっている。

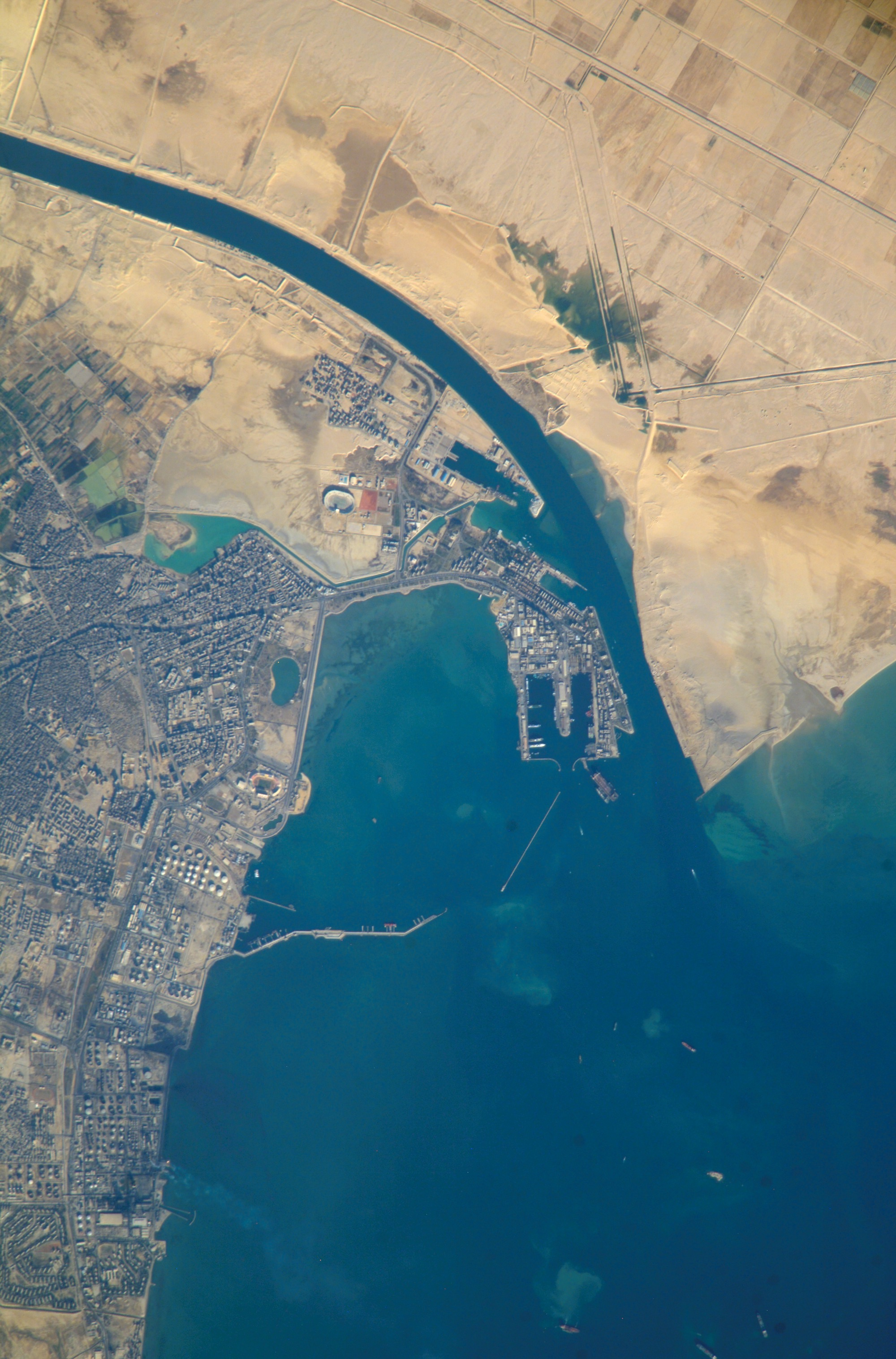
紅海と運河沿いに市街が広がる

## 歴史
7世紀に現在のスエズの街の近くにあった、ギリシャ語で浣腸あるいは海の潮汐を意味する Κλύσμα に由来するラテン語名 Clysma またはトルコ語名 Kolzum、アラビア語名 القلزم, al-Qulzum として知られる町が、ナイル川と紅海を結ぶ運河の終点にあった。16世紀にはオスマン・トルコの海軍基地があった。
1869年のスエズ運河完成後、街は港としての重要性を増していった。紅海と地中海を結ぶこの運河は、イギリスと当時イギリスの植民地であったインドを喜望峰ルートよりも圧倒的に時短での貨物船の運行が可能になった。ジブラルタルと共に地中海の貴重な出入り口であるため、第二次世界大戦などで攻撃対象となった。1960年代後半と1970年代における、エジプトとイスラエルの戦争により、街は事実上破壊された。続く1967年の第3次中東戦争でも街は破壊された。1973年10月にスエズ運河が再開され、スエズの街の復興が始まった。

## 姉妹都市
- スコピエ （北マケドニア共和国）[2]